# Efteling
Efteling – park rozrywki otwarty 31 maja 1952 roku w Kaatsheuvel w holenderskiej prowincji Brabancja Północna, w pobliżu miasta Tilburg. Wystrój parku Efteling jest typowo baśniowy: tematyzacja atrakcji opiera się na legendach, jak Villa Volta czy Latający Holender. W parku prezentowane są również występy, pokazy i bajki dla dzieci. Park zajmuje ponad 72 ha i posiada ponad 35 atrakcji dla ludzi w każdym wieku: od teatrzyków i spokojnych kolejek, aż po intensywne roller coastery.

## Kolejki górskie

### Czynne
W parku Efteling w roku 2022 znajdowało się 6 czynnych kolejek górskich:
| # | Nazwa                     | Producent    | Data otwarcia    | Typ                             | Wysokość [m] | Prędkość [km/h] | Źródło |
| - | ------------------------- | ------------ | ---------------- | ------------------------------- | ------------ | --------------- | ------ |
| 1 | Python                    | Vekoma / CSM | 12 kwietnia 1981 | stalowa                         | 29           | 75              | [ 4 ]  |
| 2 | Vogel Rok                 | Vekoma       | 9 kwietnia 1998  | stalowa rodzinna                | 19           | 65              | [ 5 ]  |
| 3 | Vliegende Hollander       | KumbaK       | 1 kwietnia 2007  | stalowy water coaster           | 22,5         | 70              | [ 6 ]  |
| 4 | Joris en de Draak (Water) | GCI          | 1 lipca 2010     | drewniany dueling coaster       | 22,1         | 75              | [ 7 ]  |
| 4 | Joris en de Draak (Vuur)  | GCI          | 1 lipca 2010     | drewniany dueling coaster       | 22,1         | 75              | [ 7 ]  |
| 5 | Baron 1898                | B&M          | 1 lipca 2015     | stalowy dive coaster            | 30           | 90              | [ 8 ]  |
| 6 | Max + Moritz (Max)        | Mack Rides   | 20 czerwca 2020  | stalowy dueling powered coaster | 6            | 36              | [ 9 ]  |
| 6 | Max + Moritz (Moritz)     | Mack Rides   | 20 czerwca 2020  | stalowy dueling powered coaster | 6            | 36              | [ 9 ]  |

### Usunięte
Z 8 zbudowanych w historii parku kolejek górskich 2 zostały usunięte:
| # | Nazwa   | Producent | Data otwarcia   | Data zamknięcia | Typ                     | Wysokość [m] | Prędkość [km/h] | Źródło |
| - | ------- | --------- | --------------- | --------------- | ----------------------- | ------------ | --------------- | ------ |
| 1 | Pegasus | Intamin   | 1 lipca 1991    | 19 czerwca 2009 | drewniana rodzinna      | 15           | 55              | [ 11 ] |
| 2 | Bob     | Intamin   | 4 kwietnia 1985 | 1 września 2019 | stalowy bobsled coaster | 20           | 60              | [ 12 ] |

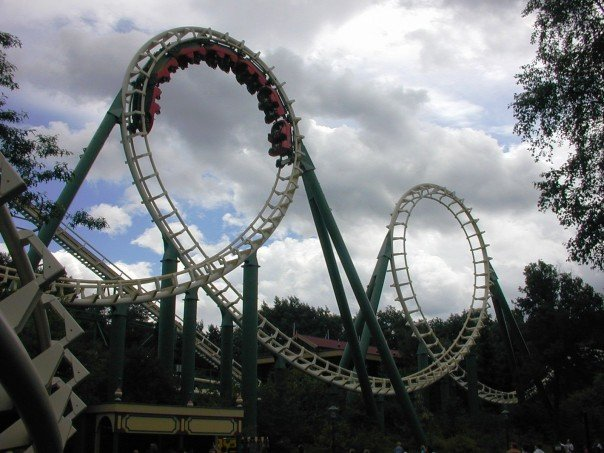
Python
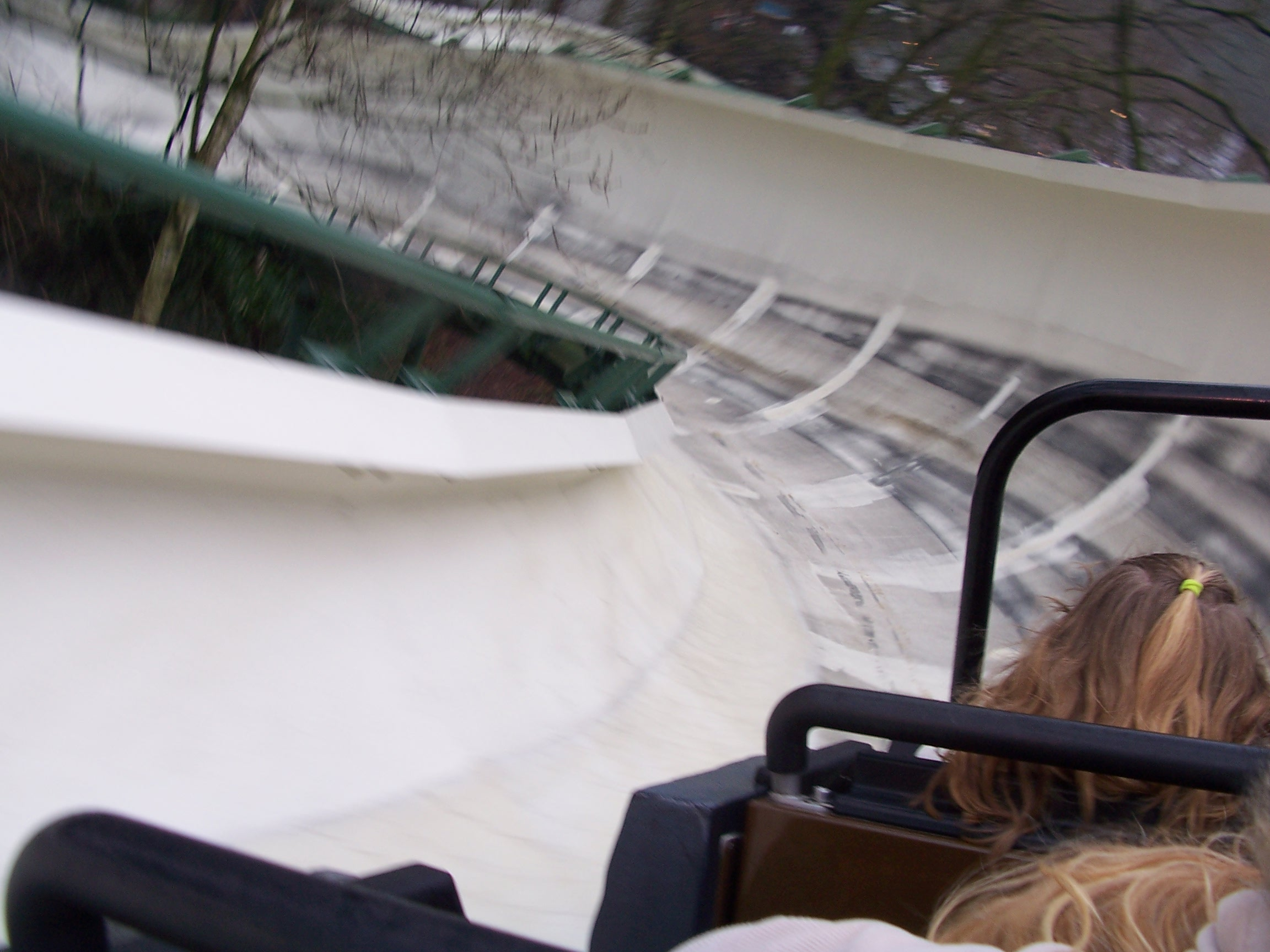
Bob
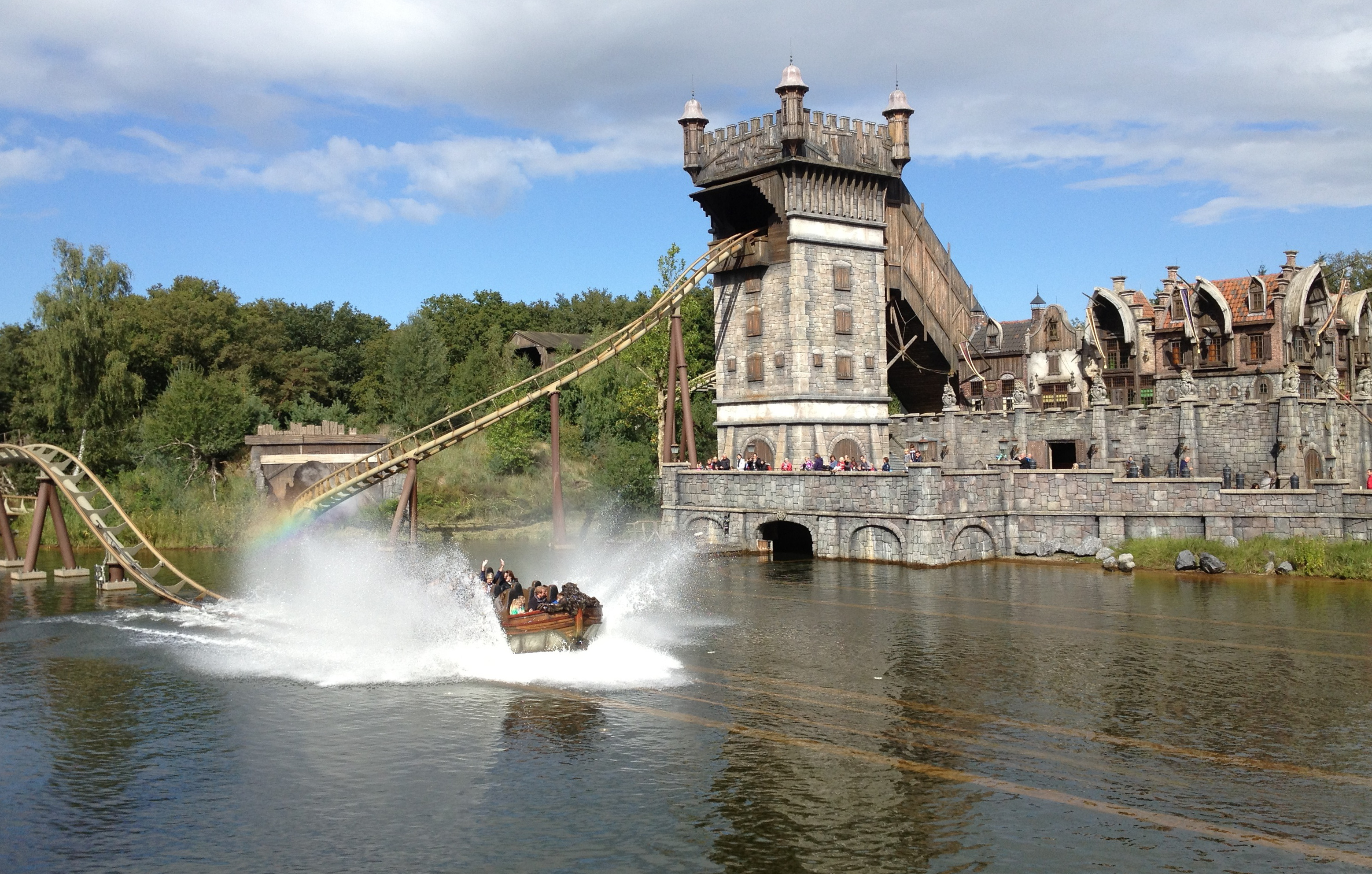
Vliegende Hollander
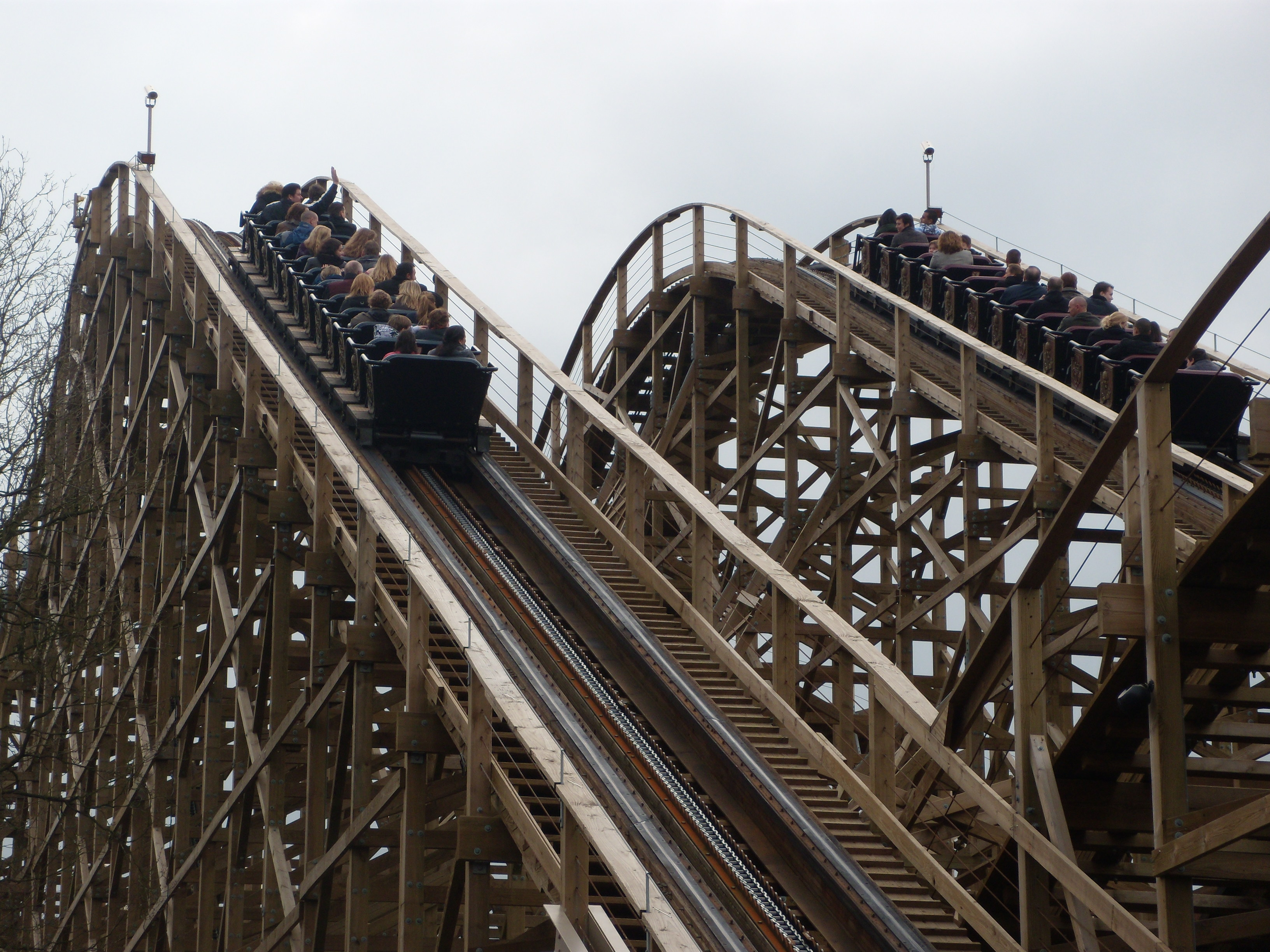
Joris en de Draak
- Baron 1898
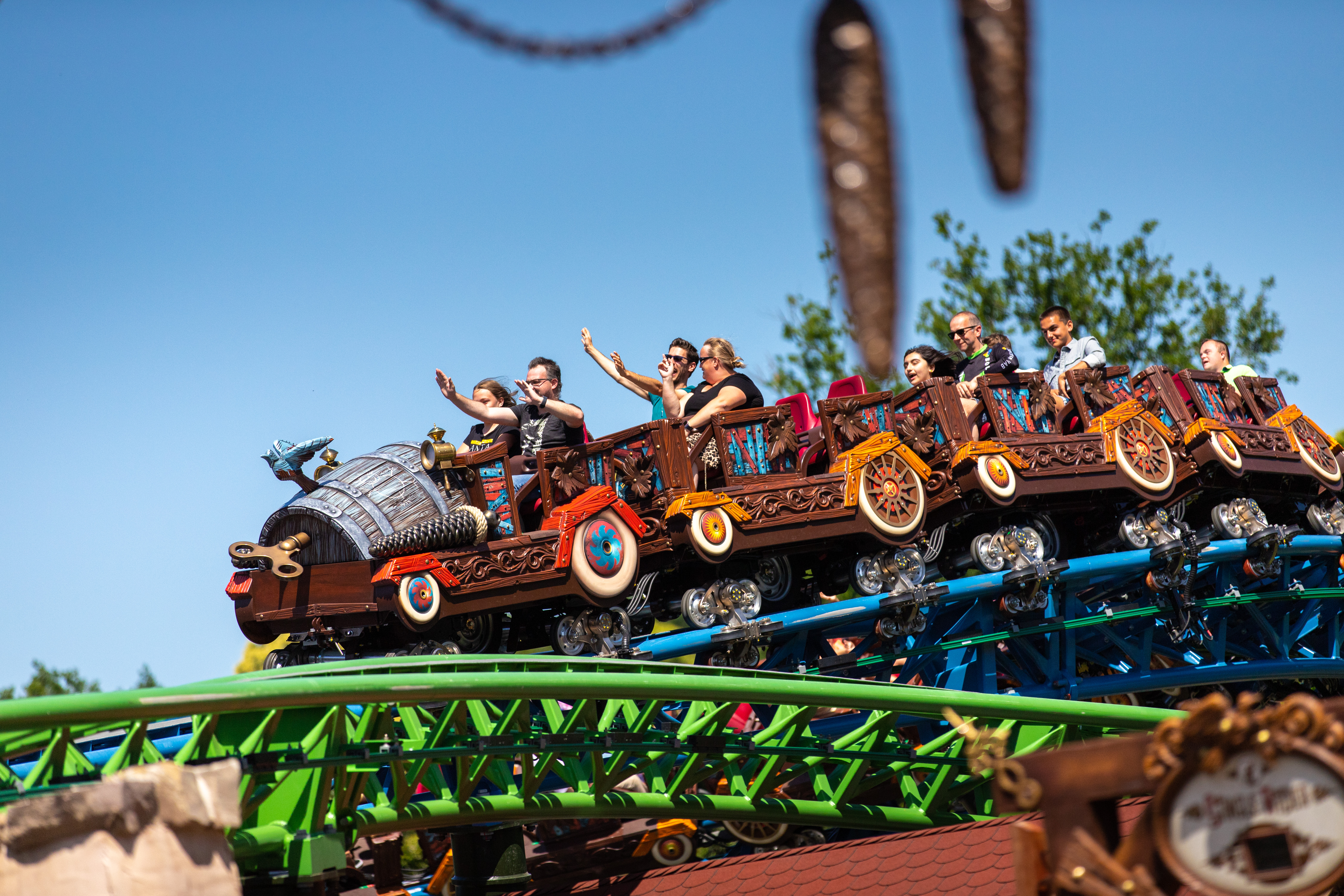
Max + Moritz